# Echthistus cognatus
Echthistus cognatus är en tvåvingeart som först beskrevs av Friedrich Hermann Loew 1849.  Echthistus cognatus ingår i släktet Echthistus och familjen rovflugor. Inga underarter finns listade i Catalogue of Life.